# Пернијева дугоноса веверица
Пернијева дугоноса веверица (лат. Dremomys pernyi, енгл. Perny's long-nosed squirrel) је сисар из реда глодара (Rodentia) и породице веверица (Sciuridae).

## Распрострањење
Врста има станиште у Кини, Бурми, Вијетнаму и Индији.

## Станиште
Станишта врсте су шуме и бамбусове шуме. Врста је по висини распрострањена до 3.500 метара надморске висине.

## Угроженост
Ова врста је наведена као последња брига, јер има широко распрострањење и честа је врста.